# Organic Maps
Organic Maps est un logiciel libre de cartographie et de navigation utilisable hors-ligne et basé sur les données cartographiques d'OpenStreetMap. Il se base uniquement sur des données vectorielles pour le rendu des objets et permet un rendu 2D ou 3D temps réel. Il s'adapte au logiciel de synthèse vocale disponible du système d'exploitation sur lequel il tourne. Il est disponible pour Android, GNU/Linux et iOS.
Il s'agît à l'origine d'un fork (effectué en 2021) de Maps.me, fait par ses propres développeurs. Organic Maps est développé en C++ et se base sur la bibliothèque Qt.
L'application basée sur le modèle des logiciels libres, est gratuite, sans publicité et respectueuse de la vie privée. Les fichiers de données, générés à partir d'OpenStreetMap, sont cependant sous licence propriétaire depuis le 1er août 2025.
Il permet également d'améliorer les données de la base d'OpenStreetMap.

## Fonctionnalités
Organic Maps est l'une des rares applications actuelles à prendre en charge 100 % des fonctionnalités sans connexion Internet active. Parmi ses fonctionnalités, :
- Données vectorielles légères, par région ;
- Calcul d'itinéraire hors-ligne (pied, vélo, transports en commun, voiture) avec possibilité d'éviter les péages, ou les routes non-chaussées ;
- Routes cyclables, parcours de randonnées et chemins pour piétons, avec courbes de niveau le long du parcours  ;
- Lignes de niveau et affichage des changements de niveau de l'ensemble du parcours lors de calcul de navigation piéton ou cycliste ;
- Mode jour, mode nuit et mode changement automatique ;
- Guidage vocal, indiquant entre autres les futures bifurcations ou les alertes de la présence de radars de vitesses fixes et si la vitesse risque d'être dépassée ;
- Recherche par nom et par catégorie ;
- Couvre l'ensemble de la planète en fonction des données disponibles dans la base OpenStreetMap ;
- Permet d'accéder aux informations des lieux via les articles Wikipedia (hors ligne pour le texte) et images de Wikimédia Commons (en ligne uniquement), s'ils sont liés à Wikidata et/ou à une image ou à l'article Wikipédia dans l'objet de la base OpenStreetMap ;
- Ajout de lieux favoris, partage de lieux et import/export dans les formats KML, KMZ (version compressée de KML) et GPX, avec profil d'altitude ;
- Possibilité d'exporter vers OpenStreetMap des ajouts de point d'intérêts et de différents éléments qui les décrivent.

### Utilisation
Le fait de pouvoir télécharger les cartes pour une utilisation hors ligne, ainsi que la mise en couleur des changements de niveau le rend adapté pour les randonnées en montagne où la couverture des réseaux n'est pas toujours présente.

## Controverses
Le 16 avril 2025, plusieurs contributeurs d'Organic Maps écrivent une lettre ouverte aux actionnaires de l'entreprise estonienne, en exposant leurs préoccupations concernant l'avenir du projet. Premièrement, ils reprochent le trop grand pouvoir des actionnaires au détriment des contributeurs bénévoles, qui « ne sont pas pris en compte dans les décisions fondamentales du projet ». Ensuite, ils craignent que l'objectif lucratif de la SARL mène les actionnaires à vendre l'entreprise ou à monétiser le projet. Enfin, ils reprochent à Organic Maps OÜ son manque de transparence sur ses finances et sur son utilisation efficace des dons.
Les actionnaires n'ont pas répondu positivement à cette lettre, ce qui a conduit les contributeurs à créer CoMaps, un projet de fork d'Organic Maps, avec comme « principes fondamentaux [...] la transparence, la prise de décision communautaire, l'organisation à but non lucratif et dans l'intérêt public, l'open source entièrement ouvert et la protection de la vie privée »,. Une première version de l'application sort le 1er juin 2025,.

## Captures d'écran

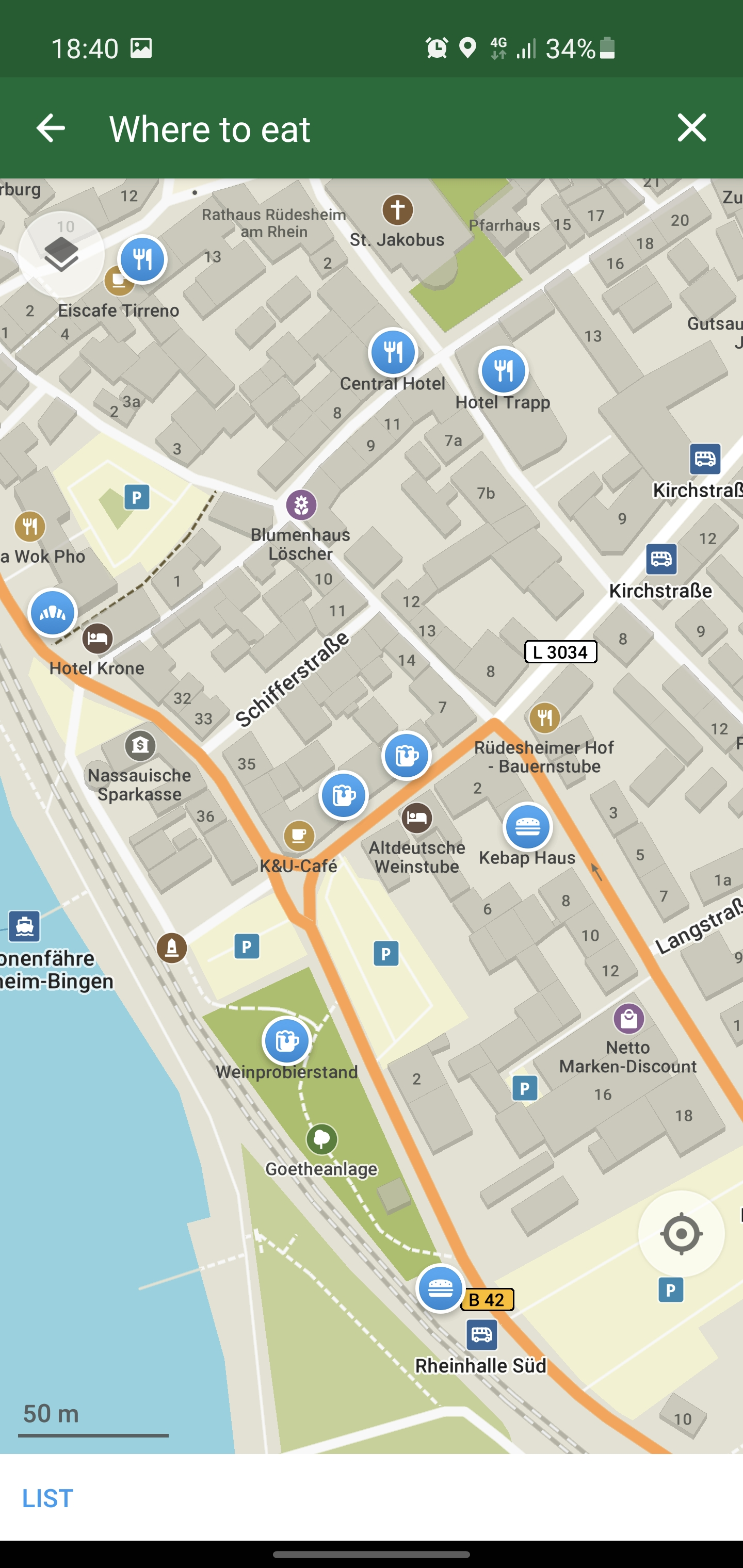
affichage des endroits où l'on peut manger
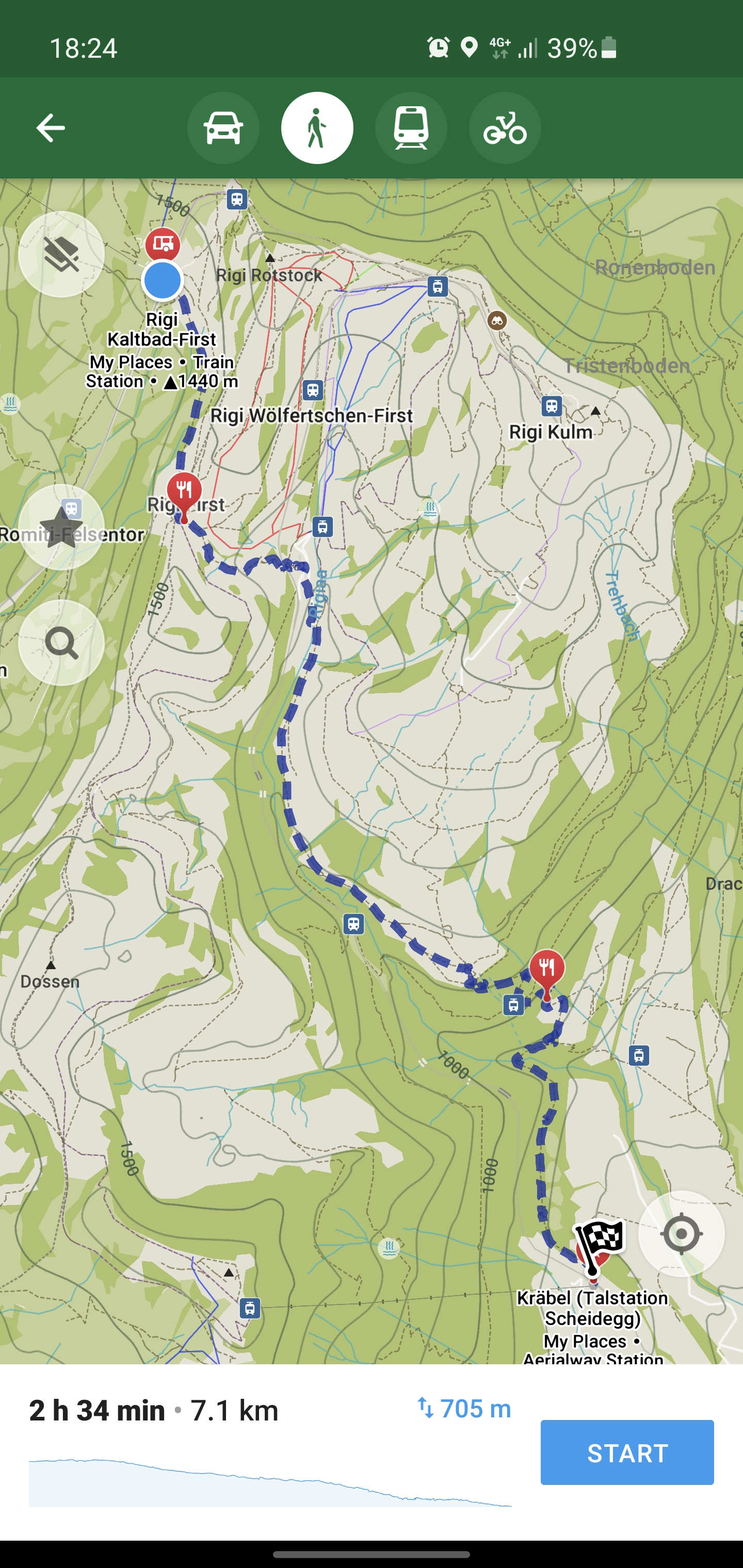
randonnée avec rendu des niveaux d'élévation
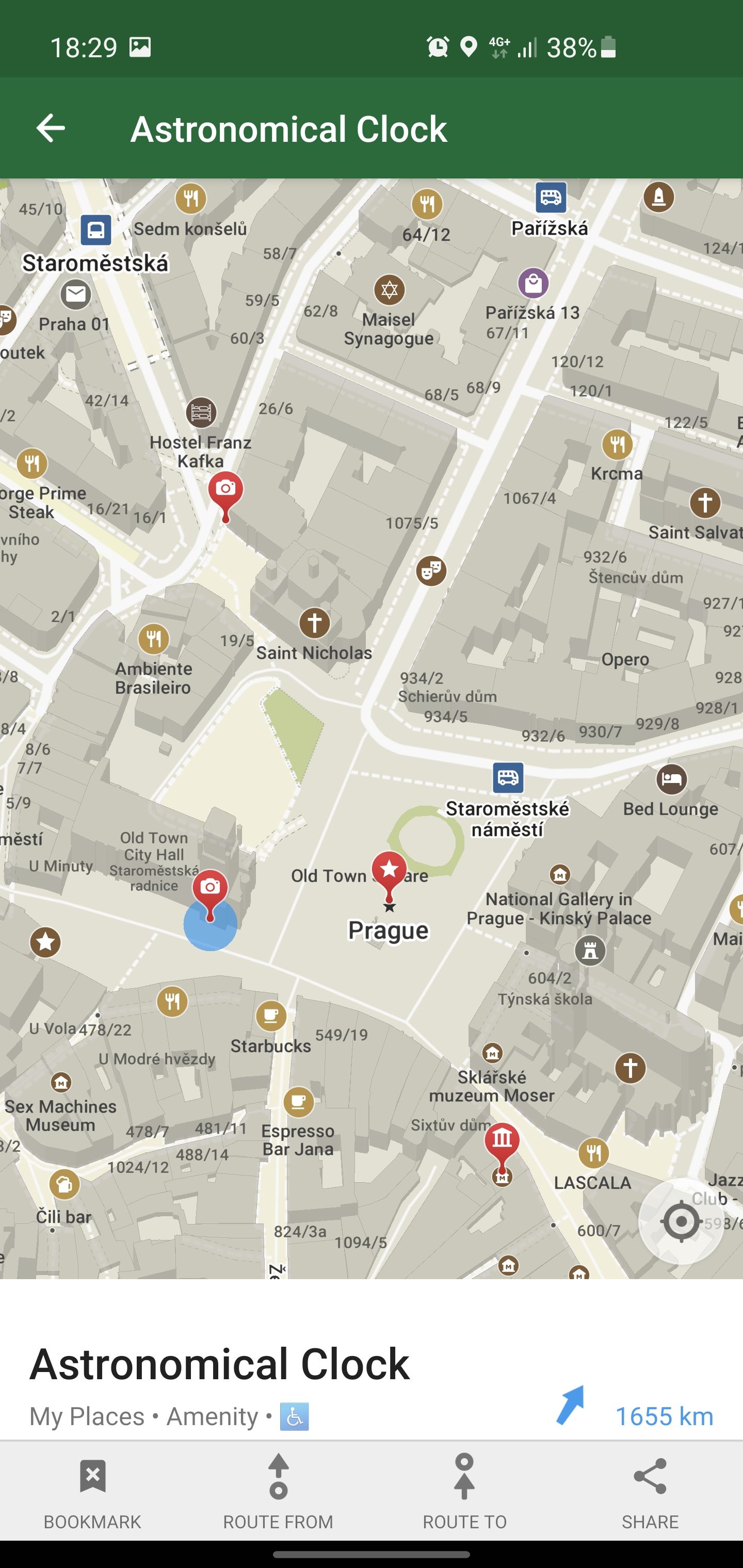
Quelques points touristiques à Prague
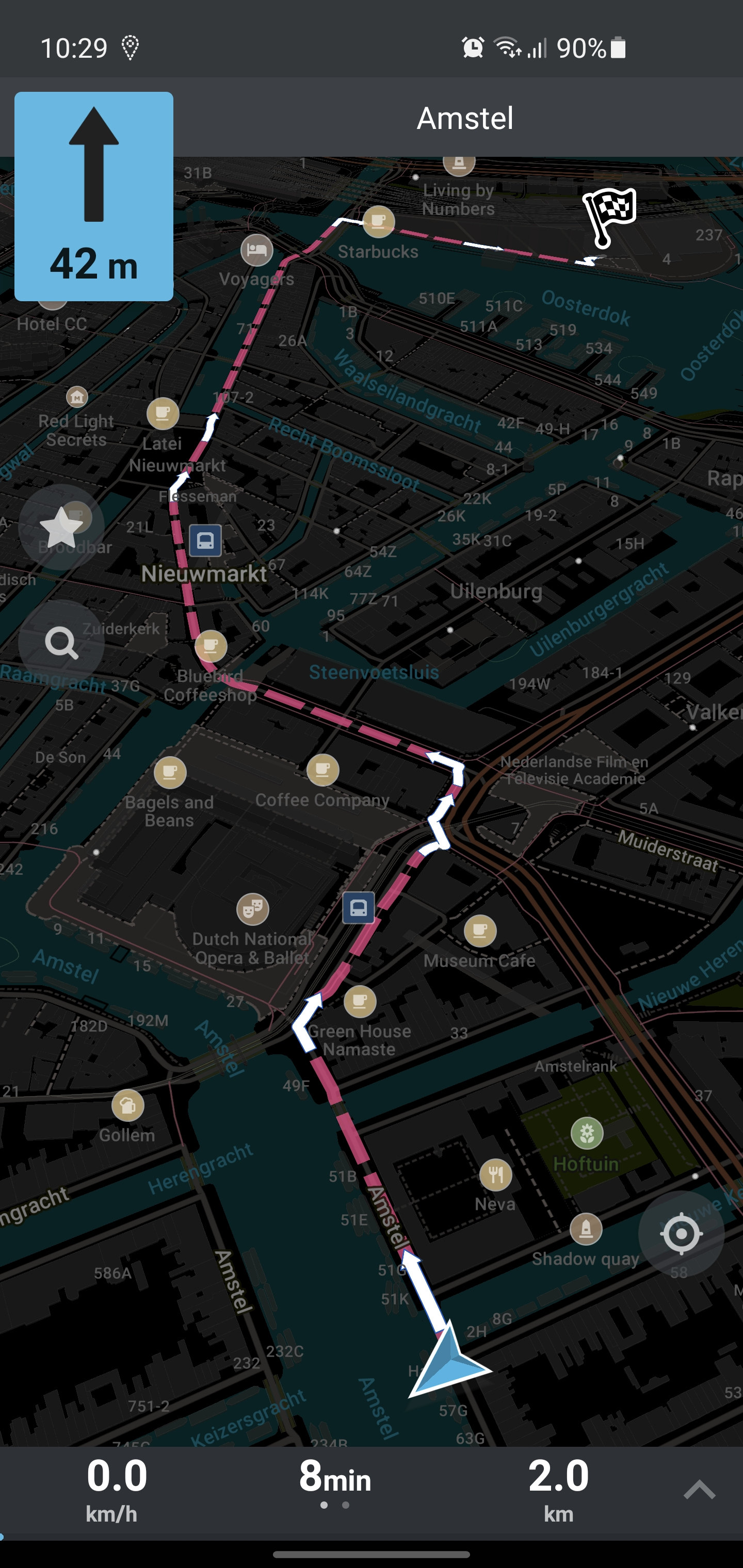
version sombre pour la navigation nocturne